# Alexander Bernhardsson
Alexander Bernhardsson (Göteborg, 8 september 1998) is een Zweeds voetballer die doorgaans als rechtsbuiten speelt. In 2018 debuteerde hij in het betaald voetbal voor Örgryte IS in de Superettan. In januari 2023 maakte hij zijn debuut voor het Zweedse nationale elftal. Een jaar later, in januari 2024, verruilde hij IF Elfsborg voor het Duitse Holstein Kiel.  

## Clubloopbaan

### Jeugd/Amateurs
Bernhardsson begon zijn voetbalcarrière bij Partille IF en maakte op twaalfjarige leeftijd de overstap naar Jonsereds IF. Daar doorliep hij de jeugdopleiding en debuteerde uiteindelijk in het eerste elftal. In het seizoen 2017 speelde hij zijn eerste wedstrijden bij de senioren van Jonsereds IF, dat destijds uitkwam in de Derde Divisie. Na achttien wedstrijden, waarin hij zes keer tot scoren kwam, maakte hij de overstap naar het een niveau hoger spelende Sävedalens IF. In het seizoen 2018 speelde hij negentien competitiewedstrijden voor die club en scoorde daarin vier keer. Aan het einde van dat seizoen werd zijn overstap naar het profvoetbal bekend: hij tekende bij Örgryte IS uit Göteborg.

### Örgryte IS
Bernhardsson maakte op 15 april 2019 zijn debuut in de Superettan tijdens de met 2–0 gewonnen thuiswedstrijd tegen IK Frej.  Hij had een belangrijk aandeel in de overwinning door in de 79e minuut de openingstreffer te maken en drie minuten later de assist te geven voor het tweede doelpunt. Hij veroverde al snel een vaste plek in het basiselftal. Door een gebroken kaak, opgelopen in de wedstrijd tegen Degerfors IF, moest hij de laatste twee competitiewedstrijden van het seizoen missen. In totaal kwam hij dat seizoen tot 26 competitiewedstrijden, waarin hij vijf keer scoorde. Hoewel hij in de zomer zijn contract bij Örgryte IS nog had verlengd tot medio 2021, koos hij er aan het einde van het jaar voor om over te stappen naar  IF Elfsborg, uitkomend op het hoogste niveau in Zweden.

### IF Elfsborg
In december 2019 tekende Bernhardsson een vijfjarig contract bij IF Elfsborg, dat hem tot medio 2024 aan de club uit Borås verbond. Kort na de start van het seizoen 2020 brak hij zijn knieschijf, waardoor hij pas aan het einde van dat seizoen zijn officiële debuut kon maken. Op 9 juli 2020 maakte hij zijn eerste minuten voor Elfsborg in de halve finale van de Svenska Cuppen tegen  IFK Göteborg.  Hij viel in de 63e minuut in voor Rasmus Elm. In de voorbereiding op het seizoen 2021 liep hij opnieuw een knieblessure op, waardoor hij pas in de zesde speelronde zijn competitiedebuut kon maken. Op 12 mei 2021 kwam hij in de uitwedstrijd tegen  IK Sirius in de 72e minuut binnen de lijnen. Tien minuten later, in de 81e minuut, maakte hij zijn eerste competitiedoelpunt. Ondanks zijn doelpunt wist hij dat seizoen geen vaste basisplaats te veroveren; zijn speeltijd bleef grotendeels beperkt tot invalbeurten.
In zijn derde seizoen bij IF Elfsborg maakte Bernhardsson op 22 juli 2021 zijn Europese debuut in de kwalificatiewedstrijd voor de UEFA Conference League tegen Milsami uit Moldavië. Zijn eerste Europese doelpunt volgde op 26 augustus 2021 in de thuiswedstrijd tegen Feyenoord. In het met 3–1 gewonnen duel maakte hij in de 42e minuut de 2–0. Door een eerdere 5–0 nederlaag in de heenwedstrijd in Rotterdam werd Elfsborg desalniettemin uitgeschakeld. In de competitie had Bernhardsson moeite om een vaste basisplaats te veroveren en stond hij slechts tien keer in de basis in de Allsvenskan. 
In het seizoen 2023 leek hij door te breken: in de openingswedstrijd tegen BK Häcken stond hij in de basis en in de derde competitieronde, op 15 april 2023, scoorde hij een hattrick in de met 5-0 gewonnen wedstrijd tegen IF Brommapojkarna. Een week later raakte hij in de wedstrijd tegen Degerfors IF opnieuw geblesseerd, waardoor hij enkele weken aan de kant stond. Na zijn rentree slaagde hij er niet in om een vaste basisplaats te herwinnen en raakte hij in september wederom geblesseerd. Enkele weken later keerde hij terug op het veld en hielp hij zijn ploeg op de 28e speeldag door als invaller de winnende treffer te maken in de met 1-2 gewonnen uitwedstrijd tegen IFK Göteborg. Op de laatste speeldag verloor Elfsborg het kampioenschap in een rechtstreeks duel met concurrent Malmö FF.; in het Eleda Stadion werd met 1-0 verloren door een benutte strafschop van  Isaac Thelin, waardoor Elfsborg op basis van doelsaldo als tweede eindigde. In augustus speelde Bernhardsson nog één wedstrijd voor Elfsborg, in de tweede ronde van de Svenska Cupen tegen Lunds BK, waarna hij in januari 2024 de club verliet voor het Duitse Holstein Kiel.

### Holstein Kiel
Bernhardsson werd in januari 2024 door Holstein Kiel aangetrokken om de problemen in de voorhoede op te lossen, die waren ontstaan door de blessures van Fiete Arp en Benedikt Pichler. Hij tekende een contract voor tweeënhalf jaar. Op 28 januari maakte hij zijn debuut tijdens de uitwedstrijd tegen Greuther Fürth. In het Sportpark Ronhof bracht trainer Marcel Rapp hem in de 51e minuut in het veld als vervanger van Hólmbert Friðjónsson.  Na zijn debuut miste hij drie wedstrijden vanwege ziekte, waarna hij op 23 februari zijn eerste doelpunt voor Holstein Kiel maakte. Tijdens de met 3-4 verloren thuiswedstrijd tegen FC St. Pauli keerde hij terug in het team en scoorde hij in de 82e minuut, na een voorzet van Timo Becker, het derde doelpunt voor Kiel. Tot het einde van het seizoen behield hij zijn basisplaats en maakte hij in de overige wedstrijden nog drie doelpunten. Mede dankzij zijn bijdrage eindigde Kiel als tweede en promoveerde de club voor het eerst in haar bestaan naar de Bundesliga.
In zijn tweede seizoen (2024/25) was Bernhardsson op 24 augustus de eerste doelpuntenmaker namens Holstein Kiel op het hoogste niveau, tijdens de met 3-2 verloren uitwedstrijd tegen TSG 1899 Hoffenheim. Vervolgens miste hij meerdere wedstrijden vanwege blessures. In december maakte hij zijn rentree tijdens de thuiswedstrijd tegen RB Leipzig. Kort na de winterstop liep hij tijdens de training een gescheurde patellapees op, waardoor hij opnieuw zes wedstrijden aan de kant stond. Op 8 maart keerde hij terug op het veld tijdens de thuiswedstrijd tegen VfB Stuttgart en herwon kort daarna zijn basisplaats. Hij beloond het vertrouwen door te scoren tegen 1. FSV Mainz 05, FC St. Pauli , Borussia Mönchengladbach (één doelpunt elk) en FC Augsburg (twee doelpunten). Ondanks zijn bijdrage degradeerde Kiel aan het einde van het seizoen en speelde het het volgende seizoen in de 2. Bundesliga.

## Clubstatistieken
| Seizoen                     | Club            | Competitie      | Competitie | Competitie | Beker | Beker | Internationaal | Internationaal | Overig | Overig | Totaal | Totaal |
| Seizoen                     | Club            | Competitie      | Wed.       | Dlp.       | Wed.  | Dlp.  | Wed.           | Dlp.           | Wed.   | Dlp.   | Wed.   | Dlp.   |
| --------------------------- | --------------- | --------------- | ---------- | ---------- | ----- | ----- | -------------- | -------------- | ------ | ------ | ------ | ------ |
| 2019                        | Örgryte IS      | Superettan      | 26         | 5          | –     | –     | –              | –              | –      | –      | 26     | 5      |
| 2020                        | IF Elfsborg     | Allsvenskan     | –          | –          | 1     | 0     | –              | –              | –      | –      | 1      | 0      |
| 2021                        | IF Elfsborg     | Allsvenskan     | 21         | 4          | –     | –     | –              | –              | –      | –      | 21     | 4      |
| 2022                        | IF Elfsborg     | Allsvenskan     | 26         | 7          | 5     | 2     | 5              | 1              | –      | –      | 36     | 10     |
| 2023                        | IF Elfsborg     | Allsvenskan     | 18         | 6          | 1     | 0     | 2              | 0              | –      | –      | 21     | 6      |
| 2023/24                     | Holstein Kiel   | 2. Bundesliga   | 13         | 4          | –     | –     | –              | –              | –      | –      | 13     | 4      |
| 2024/25                     | Holstein Kiel   | Bundesliga      | 19         | 7          | 1     | 0     | –              | –              | –      | –      | 20     | 7      |
| Carrière totaal             | Carrière totaal | Carrière totaal | 123        | 33         | 8     | 2     | 7 *            | 1              | 0      | 0      | 138    | 36     |
| Bijgewerkt tot 26 juni 2025 |                 |                 |            |            |       |       |                |                |        |        |        |        |

* In het seizoen 2021/22 speelde Bernhardson vijf kwalificatiewedstrijden voor de UEFA Conference League met IF Elfsborg, en in het seizoen 2022/23 kwam hij tot twee kwalificatiewedstrijden. In beide seizoenen wist de club zich niet te plaatsen voor het hoofdtoernooi.

## Interlandloopbaan
Bernhardsson werd nooit geselecteerd voor een Zweeds jeugdelftal. Op 9 januari 2023 maakte hij zijn debuut in het Zweedsnationaal elftal tijdens een oefeninterland tegen Finland in het Portugese Algarve. Bondscoach Janne Andersson stelde hem op als rechtsbuiten en liet hem de volledige wedstrijd spelen. Zweden won het duel met 2–0 dankzij doelpunten van Christoffer Nyman en Joel Asoro. Vanwege blessureleed duurde het tot juni 2025 voordat Bernhardsson zijn tweede interland speelde. In een oefeninterland tegen Hongarije werd hij in de 63e minuut ingebracht als vervanger van Emil Holm door bondscoach Jon Dahl Tomasson. Enkele dagen later volgde zijn eerste basisplaats voor het nationale team, in de met 4-3 gewonnen oefenwedstrijd tegen Algerije.
| Interlands van Alexander Bernhardsson voor Zweden | Interlands van Alexander Bernhardsson voor Zweden | Interlands van Alexander Bernhardsson voor Zweden | Interlands van Alexander Bernhardsson voor Zweden | Interlands van Alexander Bernhardsson voor Zweden | Interlands van Alexander Bernhardsson voor Zweden |
| №                                                 | Datum                                             | Wedstrijd                                         | Uitslag                                           | Competitie                                        | Goals                                             |
| Als speler bij IF Elfsborg                        | Als speler bij IF Elfsborg                        | Als speler bij IF Elfsborg                        | Als speler bij IF Elfsborg                        | Als speler bij IF Elfsborg                        | Als speler bij IF Elfsborg                        |
| ------------------------------------------------- | ------------------------------------------------- | ------------------------------------------------- | ------------------------------------------------- | ------------------------------------------------- | ------------------------------------------------- |
| 1.                                                | 9 januari 2023                                    | Zweden – Finland                                  | 2 – 0                                             | Vriendschappelijk                                 |                                                   |
| 2.                                                | 6 juni 2025                                       | Hongarije – Zweden                                | 0 – 2                                             | Vriendschappelijk                                 |                                                   |
| 3.                                                | 10 juni 2025                                      | Zweden – Algerije                                 | 4 – 3                                             | Vriendschappelijk                                 |                                                   |
| Bijgewerkt tot 26 juni 2025                       |                                                   |                                                   |                                                   |                                                   |                                                   |

## Persoonlijk
Bernhardsson zijn bijnaam is "Berra, een naam die hij kreeg tijdens zijn periode bij Örgryte IS omdat zijn achternaam als te lang werd beschouwd.